# Salons de Modeste
Les Salons de Modeste sont un événement culturel gratuit qui se déroule chaque année vers la fin de l'hiver à Fribourg, Suisse. 
A noter que la commune fribourgeoise de Belmont-Broye organise également depuis 2022 ses Salons de Modeste, puisqu'une des chapelles de sa commune, celle de Russy, est dédiée à Saint Modeste justement. L'édition 2025 aura lieu le vendredi 21 février 2025.

## Historique
En 1995, les organisateurs et créateurs culturels fribourgeois réunis au sein de l’association PHARE créent les Salons de Modeste,. Appel à la rencontre et à l’échange, contrepied populaire aux aristocratiques salons parisiens d'antan, l’événement réunit des gens qui se côtoient dans la ville et l’agglomération de Fribourg sans forcément se connaître ou se parler. La première édition des Salons est programmée le 24 février 1995, jour de la saint Modeste. Si le saint disparaît, le prénom reste. Modeste donne son nom à la manifestation qui se tient désormais chaque année, le vendredi le plus proche du 24 février.

## Déroulement
Au soir de la fête, des particuliers acceptent d’ouvrir leur maison à des inconnus. Les adresses de l’ensemble des personnes qui reçoivent dans leur appartement sont publiées le jour de la manifestation dans les médias de la région. En suivant la liste d’adresses, guidés par un critère aléatoire chaque année renouvelé, les participants se rendent dans les Salons dès 19 heures. Ils y découvrent leur hôte et les autres invités. Un apéritif ou un repas accompagnent les conversations. Les rencontres dans les salons peuvent se poursuivre toute la nuit mais, dès 21 heures 30, les hôtes dévoilent le lieu de la fête qui réunit en seconde partie de soirée les participants de tous les Salons. Cette fête se déroule chaque année dans un nouvel endroit, si possible surprenant.

## Lieux de fête
Au cours des années, la fête qui réunit les participants de tous les Salons en seconde partie de soirée s'est déroulée dans des endroits fort variés : Couvent des Augustins, Chateau d'Affry, Musée d'Histoire naturelle, Fri-Art centre d'art contemporain, Anyma, Musée Gutenberg, Brasserie Cardinal/BlueFactory, Le Bilboquet, etc.[réf. nécessaire]